# Juan Carlos Rey de Castro
Juan Carlos Rey de Castro Gálvez (Lima, 3 de agosto de 1986) es un actor y  cantante peruano. Ha conseguido mayor reconocimiento por el papel recurrente de Patrick Redhead en la serie de televisión Al fondo hay sitio.

## Biografía
Nace el 3 de agosto de 1986.
Estudia en el Colegio Santa María Marianistas de la ciudad de Lima. Es graduado como ingeniero industrial en la Universidad de Lima.
Debuta en la televisión siendo muy pequeño, conduciendo el programa infantil Chiquitoons y como reportero peruano del programa Cyberkids del canal Discovery Kids. 
Más adelante, decide alejarse de las pantallas para estudiar la carrera de ingeniería industrial, trabajando luego en varias compañías.
Luego de formarse profesionalmente como actor, forma parte del elenco secundario de la serie juvenil La Akdemia y al poco tiempo está en la obra teatral musical Hairspray.
En el verano del 2013, debuta en Vacaciones en Grecia con el rol protagónico juvenil de Hans Berkinson-Mayer, siendo este su primer rol protagónico.
En el 2013, se une al elenco principal de la exitosa serie Mi amor, el wachimán en su segunda temporada y en su tercera temporada en 2014 en el papel de villano.
En el 2015, se une al elenco principal de la exitosa serie Al fondo hay sitio como Patrick Redhead Betancourt. Se mantiene en la serie durante el 2015 y el 2016 hasta el último episodio grabado y emitido en diciembre de 2016.
En 2017, protagoniza la exitosa telenovela Solo una madre como Felipe Caballero y posteriormente es el antagonista de la telenovela Colorina como Iván Williams hasta los primeros meses del año 2018.
En ese mismo año, protagoniza Av. Larco, la película como Andrés Dulude.
En el 2018, protagoniza la película ecuatoriana Verano no miente como Santiago. Y más adelante, se incorpora al rodaje de la telenovela peruana Te volveré a encontrar de la productora ProTV, telenovela que se emite en el segundo semestre del 2020.
En ese mismo año, protagoniza la exitosa obra de teatro El discurso del rey como Bertie o Jorge VI. La temporada es un éxito de taquilla y es elogiada por el ganador del Óscar de la Academia David Seidler.
Finalizando el 2018, empieza el rodaje, como protagonista, de la película peruana de la productora Big Bang Films: Papá por tres como Rafael Velásquez.
Iniciando el 2019, participa como Joaquín Gallardo en la telenovela peruana Señores papis de la productora Del Barrio Producciones.
En agosto de 2019, participa en la quinta temporada del reality show El artista del año, donde llega a la final y queda en cuarto puesto tras dos meses de competencia.
Finalizando el 2019 y empezando el 2020, participa como «Dudú» en la telenovela peruana Chapa tu combi de Del Barrio Producciones.
En enero de 2020, participa como uno de los personajes principales en la película peruana La Foquita: El 10 de la calle, la película es un éxito de taquilla, puesto que aproximadamente hay 1 millón de espectadores en el mercado peruano con la película, en su primera semana.
Ese mismo año 2020, condujo el programa digital Los Decentes, protagonizó la serie web Atrapados: Divorcio en cuarentena, con el personaje Raúl Martinez, siendo un éxito de reproducciones en YouTube, protagonizó la serie web Voices, aun por estrenarse, con el personaje Patrick Hoffman, la serie web El Reencuentro, con el personaje protagónico Braulio y el cortometraje Hipoxemia con el personaje del Jorge Castañeda.
En el año 2021, fue el conductor de la primera temporada del programa cultural Pukllaspa Yachay , emitido en el canal televisivo TV Perú. Un programa que enseñaba el idioma Quechua mediante juegos y dinámicas novedosas. Ese mismo año, gracias al éxito de la primera temporada, protagonizó la segunda temporada de la serie web Atrapados: Divorcio en cuarentena, emitido en la plataforma YouTube.
En el año 2022 se mudó a México, donde grabó la primera temporada de la serie Travesuras de la niña mala (serie de televisión), con el personaje de Alberto. Serie emitida en la plataforma Vix (servicio de streaming).
En el año 2023 y hasta mediados del 2024, Rey de Castro protagoniza la telenovela Papá en apuros, interpretando al capitán de fragata Martín Seminario. Esta teleserie lo llevó a ganar el premio Luces a "Mejor Actor de Televisión" del 2023 en el Perú.
En el año 2025, se estrenará la película "No te mueras por mí", donde tuvo un rol protagonista interpretando a Cristobal, un joven empresario.

## Vida personal
Desde 2011 hasta 2014, mantuvo una relación amorosa con la actriz María Grazia Gamarra.

## Filmografía

### Televisión

#### Programas
- Chiquitoons (1998—1999) como él mismo (Presentador).
- Cyberkids (2000) como él mismo (Reportero).
- Súper Sábado (2013) como 'Hans Berkinson-Mayer' (él mismo).
- Sueña quinceañera (2016) como él mismo (Jurado).
- Premios Luces 2017 (2017) como él mismo (Invitado).
- El artista del año (2019) como él mismo (Concursante) (4° puesto, octavo eliminado).
- En boca de todos (2019; 2020) como él mismo (Invitado).
- Pukllaspa yachay (2021) como él mismo (Presentador del concurso).

#### Series y telenovelas
- Procura amarme más (1999)
- América Kids
- La Akdemia (2009-2010) como Enamorado de María Grazia (Rol secundario).
- Vacaciones en Grecia (2013) como Hans Berkinson-Mayer Sullivan (Rol protagónico).
- Mi amor, el wachimán 2 (2013) como Gustavo de La Piedra Sevilla (Rol antagónico principal).
- Mi amor, el wachimán 3 (2014) como Gustavo de La Piedra Sevilla (Rol antagónico principal).
- Los reyes de La Parada (2015)
- Al fondo hay sitio (2015—2016; 2022 en la foto en spot televisivo) como Patrick Redhead Betancourt (Rol principal).
- Solo una madre (2017) como Felipe Caballero Valle.
- Colorina (2017) como Iván Williams Castillo (Rol antagónico principal).
- Madre por siempre, Colorina (2017—2018) como Iván Williams Castillo (Rol antagónico principal).
- Te volveré a encontrar (2018) como Sebastián Gaviria Barjuch.
- Los guapos del barrio (2019) como Bruno (Rol protagónico).
- Señores papis (2019) como Joaquín Gallardo del Río (Rol principal).
- Chapa tu combi (2019—2020) como Dwight Duarte Barragán / «Dudú» (Rol principal).
- Atrapados: Divorcio en cuarentena (2020—2021) como Raúl Martínez (Rol protagónico).
- Te volveré a encontrar (2020) como Sebastián Gaviria Barjuch.
- Luz de luna 2: Canción para dos (2022)
- Brujas (2022)
- Travesuras de la niña mala (2022) como Alberto.
- Papá en apuros (2023-2024) como Martín Seminario (Rol protagónico).
- Nina de azúcar (2025) como Gael Estrada.

### Cine
- Av. Larco: La película (2017) como Andrés Eduardo Dulude León.
- Verano no miente (2018) como Santiago.
- Papá x tres (2019) como Rafael Velázquez.
- La Foquita: El 10 de la calle (2020) como Raúl González.
- Hipoxemia (2020)
- No te mueras por mi (2024) como Cristobal.

### Vídeos musicales
- Yo te haré recordar (2013) (De Christian Domínguez) como Gustavo de la Piedra.
- Eres tú mi corazón (2015) (De Rommy Marcovich y Jaime «Choca» Mandros) como Patrick Redhead Betancourt.
- Al fondo hay sitio (2016) (De Tommy Portugal) como Patrick Redhead Betancourt.
- Las Lomas (2016) (De Juan Carlos Fernández) como Patrick Redhead Betancourt.
- Y es que sucede así (2017) (De María Grazia Gamarra y Andrés Salas) como Andrés Dulude.
- Al colegio no voy más (2017) como Andrés Dulude.
- La universidad (2017) como Andrés Dulude.
- Avenida Larco (2017) como Andrés Dulude.
- Contéstame (2017) como Andrés Dulude.
- Sucio policía (2017) como Andrés Dulude.
- Decir adiós (2017) como Andrés Dulude.
- Lo peor de todo (2017) como Andrés Dulude.
- Triciclo Perú (2017) (De André Silva) como Andrés Dulude.
- Demoler (2017) como Andrés Dulude.
- Suna (2017) como Andrés Dulude.
- Chica cocodrilo (2019) (De Juan Carlos Rey de Castro, Andrés Vílchez, André Silva e Ítalo Maldonado) como Bruno.
- Amor del bueno (2020) como él mismo.
- Canta fuerte (2020) como él mismo.
- Resistiré (2020) como él mismo.
- Alguien (2020) (De Amy Gutiérrez) como él mismo.

### Spots publicitarios
- Club Social (2011) como imagen comercial.
- Faber Castell (2013) como imagen comercial.

## Teatro
- Hairspray, el musical (2012) como Brad.
- Mi amor, el wachimán 2: El musical (2013) como Gustavo de La Piedra Sevilla.
- Como no hacer un musical (2014)[4]
- Mi amor, el wachimán 3: El musical (2014) como Gustavo de La Piedra Sevilla.
- Grease (2014) como "Kenickie".
- Av. Larco: El musical (2015) como Andrés Eduardo Dulude León.
- El día de la luna (2015) como Ernesto.
- Av. Larco: El musical (Reposición) (2016) como Andrés Eduardo Dulude León.
- Sirena, el musical (2017) como Américo.
- El discurso del rey (2018) como Bertie / Jorge VI.

## Discografía

### Álbumes
- Av. Larco: El musical (Lo mejor del rock peruano) (2015) como colaborador.

### Temas musicales
- «Amor de verano» (2013) (Tema para Vacaciones en Grecia; con Jely Reátegui, Daniela Camaiora y Luis Baca)
- «Avenida Larco A» (2015) (Tema para Av. Larco: El musical)
- «Contéstame» (2015) (Tema para Av. Larco: El musical)
- «Triciclo Perú» (2015) (Tema para Av. Larco: El musical)
- «Avenida Larco B» (2015) (Tema para Av. Larco: El musical)
- «Cuando la cama me da vueltas» (2015) (Tema para Av. Larco: El musical)
- «Fantasy» (2015) (Tema para Av. Larco: El musical)
- «Decir adiós» (2015) (Tema para Av. Larco: El musical)
- «Contéstame (Nueva versión)» (2017) (Tema para Av. Larco: La película)
- «Al colegio no voy más» (2017) (Tema para Av. Larco: La película)
- «La universidad» (2017) (Tema para Av. Larco: La película).
- «Avenida Larco» (2017) (Tema para Av. Larco: La película)
- «Sucio policía» (2017) (Tema para Av. Larco: La película)
- «Decir adiós» (2017) (Con Daniela Camaiora; tema para Av. Larco: La película)
- «Demoler» (2017) (Tema para Av. Larco: La película)
- «Suna» (2017) (Tema para Av. Larco: La película)
- «A mi manera (Nueva versión)»  (2019)
- «Shallow (Nueva versión)» (2019) (Con Amy Gutiérrez)
- «Chica cocodrilo» (2019) (Tema central para Los guapos del barrio; con Ítalo Maldonado, André Silva y Andrés Vilchez)
- «Canta fuerte» (2020) (Con varios artistas)
- «Resistiré» (2020) (Con varios artistas)

### Bandas sonoras
- Vacaciones en Grecia (2013)
- Av. Larco: El musical (2015)
- Av. Larco: La película (2017)
- Los guapos del barrio (2019)

## Premios y nominaciones
| Año  | Premio                       | Categoría                 | Trabajo        | Resultado | Ref.  |
| ---- | ---------------------------- | ------------------------- | -------------- | --------- | ----- |
| 2017 | Premios Luces de El Comercio | Mejor actor de televisión | Colorina       | Ganador   | [ 5 ] |
| 2019 | Premios Luces de El Comercio | Mejor actor de cine       | Papá x tres    | Nominado  | [ 6 ] |
| 2024 | Premios Luces de El Comercio | Mejor actor de televisión | Papá en apuros | Ganador   | [ 7 ] |